# Les Délices
„Les Délices” – pałac w Parku Délices w Genewie. Pałac wybudowano w XVII wieku w podgenewskiej wsi Saint-Jean, tuż poza murami obronnymi miasta. Obecnie pałac znajduje się w granicach administracyjnych Genewy. W latach 1755–1760 należał do Woltera. Od 1929 jest własnością miasta i siedzibą Muzeum Woltera w Genewie. Stanowi także jeden z czterech oddziałów Biblioteki Genewskiej. 

## Historia pałacu

### Okres przed rokiem 1755
Posiadłość „Les Délices” założono w podgenewskiej wsi Saint-Jean, na zewnątrz murów obronnych (obecnie dzielnica Genewy, Délices). Pierwszym właścicielem, od 25 kwietnia 1677 roku, był pastor Pierre Gaudy. Parcela, którą Gaudy kupił za 12 000 florenów, obejmowała dom mieszkalny, stodołę, stajnie, winnice i łąki. 
W roku 1707 posiadłość należała do przedsiębiorcy i bankiera genewskiego Jacques’a Mallet. Jego syn, Gédéon Mallet-De la Rive, zbudował pierwszy, skromny budynek. Z kolei syn Gedeona, Jean-Jacques Mallet, zbudował w posiadłości okazały pałac.

### Pałac „Les Délices” w posiadaniu Woltera
Dzieła Woltera były przyczyną jego ciągłych kłopotów z władzami francuskimi. Filozof poszukiwał zatem miejsca zamieszkania, które leżałoby poza zasięgiem jurysdykcji korony francuskiej. Warunek ten spełniało mieszkanie w Genewie. Dzięki swoim kontaktom, Wolter dowiedział się, że genewski bankier i radca miejski, Jean-Jacques Mallet, posiadał rezydencję położoną na wzgórzu Saint Jean, w pobliżu miasta i gotów był ją sprzedać. Jednocześnie pisarz mieszkał w innej rezydencji, Grand-Montriond w Szwajcarii, w pobliżu Lozanny, a od 1758 roku wynajmował dożywotnio zamek Tournay, w podgenewskiej wsi Pregny.  
W roku 1755 posiadłość kupił (za cenę 87 200 liwrów) dla Woltera Jean-Robert Tronchin. Katolicy bowiem, nawet niepraktykujący jak pisarz, nie mieli prawa posiadania nieruchomości w protestanckiej Genewie, a nawet prawo pobytu musiało być zatwierdzone przez Radę Miasta. Wolter wystąpił o pozwolenie na osiedlenie się w Genewie pod pretekstem potrzeby skorzystania z porad słynnego lekarza. Dzięki pomocy Franciszka Tronchin, udało się Wolterowi uzyskać zezwolenie na zamieszkanie w granicach miasta, Rada Miejska taką zgodę wydała jednomyślnie. Wśród wysoko postawionych obywateli Genewy nieprzyjaźnie nastawionych do Woltera był profesor teologii, pastor Jacob Vernet. 
Wolter przybył do Genewy 12 grudnia 1754 roku, w rocznicę eskalady wojsk Sabaudii na mury miasta, przeprowadzonej 12 grudnia 1602 roku, który mieszkańcy Genewy odparli. Poszukiwanie, a następnie przebudowę domu i ogrodu, Wolter prowadził wraz ze swoją siostrzenicą, Marie-Louise Denis. Posiadłość Saint-Jean obejmowała okazały budynek położony w ogrodzie (obecnie parku Délices), opadającym ku rzece Rodan. Wolter i pani Denis byli zachwyceni, gdy zobaczyli dom po raz pierwszy 19 stycznia 1755 roku. W szczególny sposób spodobała im się długa galeria, którą mogliby wykorzystywać do przedstawiania sztuk teatralnych, choć w tym okresie teatr był w Genewie zakazany jako działalność niemoralna. Wystawiając sztuki teatralne, pisarz wchodził w konflikt z Konsystorzem (trybunałem obyczajowym) złożonym ze Zgromadzenia Pastorów i dwunastu Starców wybranych spośród świeckich dostojników. Wkrótce po wprowadzeniu się, nowi gospodarze wykonali w budynku szereg ulepszeń, mimo że był on już w doskonałym stanie. Zasadzili wiele rodzajów roślin ozdobnych, ziół i drzew owocowych. W posiadłości pracowało czterech ogrodników, dwunastu służących i dwudziestu rzemieślników. Wolter i jego wybranka nazwali swój nowy dom „Les Délices”. Dwa lata później (1758) Wolter napisał wiersz, w którym wyraził swój zachwyt z ich nowego gniazda. Wolter prowadził w pałacu wystawne życie. Posiadał sześć koni, cztery powozy, dwóch lokajów, kamerdynera, francuskiego kucharza, kuchcika i dwóch sekretarzy. Do Genewy udawał się czterokonną karocą, co nie było powszechne w purytańskiej republice.

### Okres 1765–1957

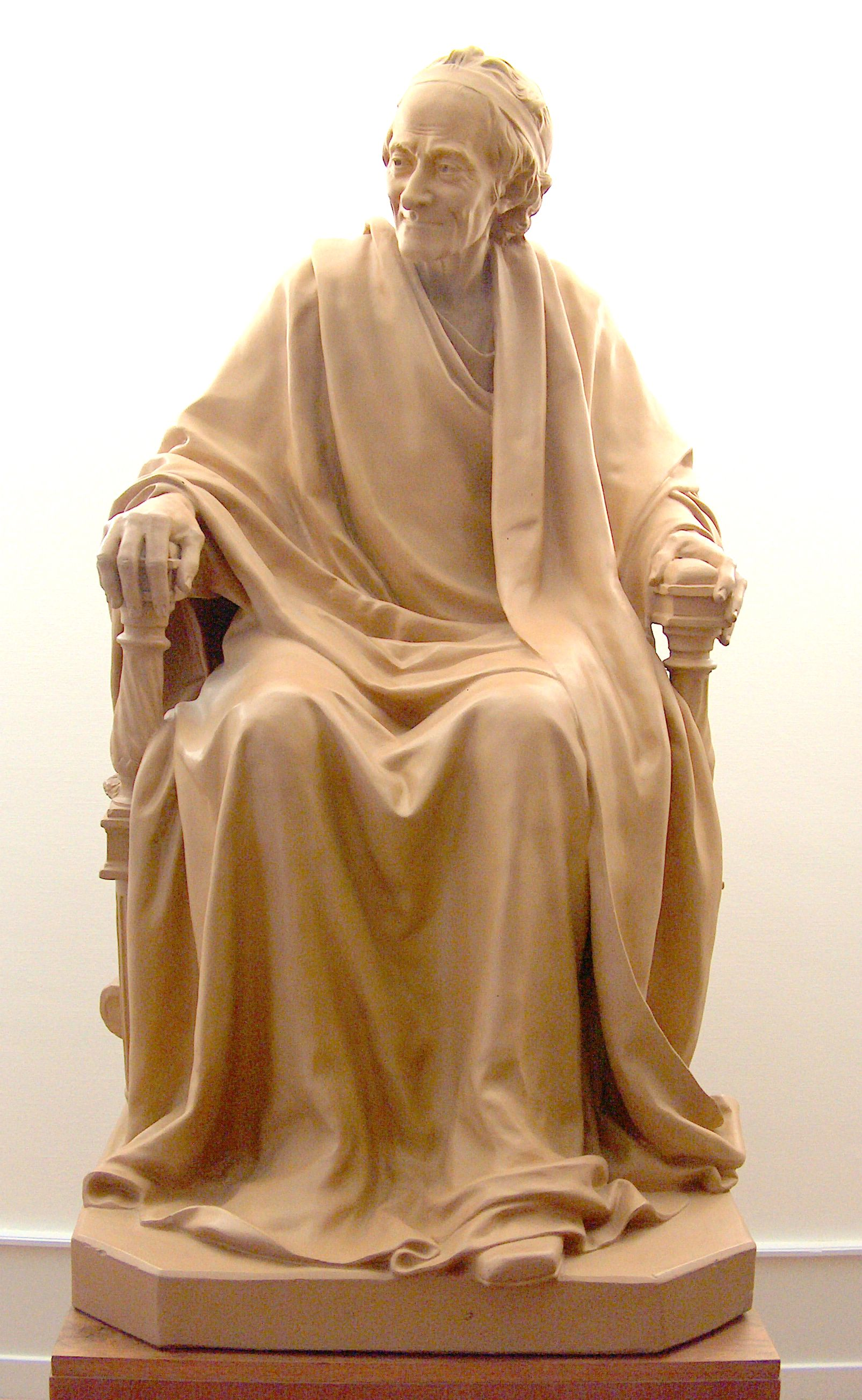
Rzeźba Woltera (terakota) wykonana przez Jean-Antoine Houdon, 1781

Wkrótce po nabyciu „Les Délices” Wolter zdecydował o kupnie innych miejsc zamieszkania w Szwajcarii i pobliskiej Francji. Pertraktacje kupna posiadłości w Ferney we Francji trwały od września 1758 do 9 lutego 1759 roku, kiedy podpisano kontrakt na nazwisko siostrzenicy Woltera, pani Denis, za kwotę 24 tysięcy écu, płatne gotówką. „Les Délices” pozostawały własnością Woltera do 1765 roku, kiedy pałac przejęła ponownie rodzina Tronchin. Pałac był jej własnością do roku 1840. Jeden z członków tej rodziny, pułkownik Henri Tronchin (1794–1865) był prezesem Genewskiego Towarzystwa Ewangelicznego i w tym czasie w „Les Délices” przechowywano egzemplarze Biblii. Zakrawa to na ironię, mając na uwadze sceptyczny stosunek Woltera do chrześcijaństwa i do Biblii. Pałac nigdy jednak nie był siedzibą Genewskiego Towarzystwa Biblijnego, które zostało założone dopiero w roku 1917.
Kolejnymi właścicielami byli Jean-Louis Fazy, dziad wielkiego reformatora Genewy, Jamesa Fazy, i rodzina Fornier. Podczas wojny francusko-pruskiej, w związku z odwrotem armii generała Bourbakiego, Szwajcarski Czerwony Krzyż umieścił w 1871 r. w pałacu „Les Délices” rannych żołnierzy.
Na przełomie wieków posiadłość należała kolejno do Caisse hypothécaire du canton de Genève, Jana Webera i w końcu do rodziny Streisguthów.
Miasto Genewa kupiło posiadłość „Les Délices” od Jenny Bapp-Streisguth w 1929 roku za sumę 210 000 franków szwajcarskich.

### Muzeum Woltera w Genewie
W pałacu „Les Délices” w 1957 roku powstało muzeum poświęcone życiu i pracy Woltera. Wcześniejsze próby utworzenia muzeum podejmowane były już w 1928 i w 1940 roku. Wielką rolę w utworzeniu i rozwoju Instytutu i Muzeum Woltera odegrał Theodore Besterman. Stworzona przez niego biblioteka liczy obecnie prawie 30 000 tomów. Zawiera, między innymi, wydania oryginalne dzieł Woltera, kolejne wydania edycje z XVIII wieku i tłumaczenia. Kolejnymi dyrektorami Muzeum byli: Charles-Ferdinand Wirz (1973–2002) i François Jacob (2002–2016).
W 1957 roku Muzeum wzbogaciło się o rzeźbę Woltera autorstwa Jean-Antoine’a Houdona, zwaną „Wolter siedzący”, natomiast szesnaście lat później Muzeum stało się częścią Biblioteki Genewskiej. Pozwoliło to na umocnienie jego działalności naukowej i kulturalnej.

## Utwory Woltera nad którymi pracował w „Les Délices”
Pisarz w pałacu pracował nad następującymi tekstami:
- L'Orphelin de la Chine, 1755
- Le Poème sur le désastre de Lisbonne (Poemat o zagładzie Lizbony), 1756
- Essai sur les moeurs et l'esprit des nations, 1756
- Candide ou l'Optimisme (Kandyd, czyli optymizm), 1758
- L'Encyclopédie, 1759
- La femme qui a raison, 1758
- Mémoires pour servir à la vie de M. de Voltaire, 1758
- Socrate, 1759

## Znani goście pałacu „Les Délices”
- W 1756 roku w „Les Délices” przez pięć tygodni przebywał Jean le Rond d’Alembert. Po powrocie do Paryża napisał do Wielkiej Encyklopedii Francuskiej artykuł o Genewie[30];
- W wyniku rekomendacji d’Alemberta wizytę w „Les Délices” złożył Joseph Louis Lagrange[j];
- W latach 1757–1759 częstym gościem pałacu była Madame d’Épinay[11];
- W lipcu 1758 odwiedziła i zachwycona była „Les Délices” Anne-Marie du Bocage, pisarka, poetka i dramaturg francuski[32];
- W lipcu i sierpniu 1758 roku w pałacu przebywała hrabina Charlotte Sophie de Bentinck, małżonka hrabiego Willema Bentincka, holenderskiego polityka[29];
- Jean-François Marmontel przebywał w „Les Délices” w czerwcu 1760 roku[33];
- W dniu 11 czerwca 1829 roku urodził się tu Alfred Newton[34];
- W latach 1866–1867 przebywał tu Hector Berlioz[35].